# Teresa Salgueiro

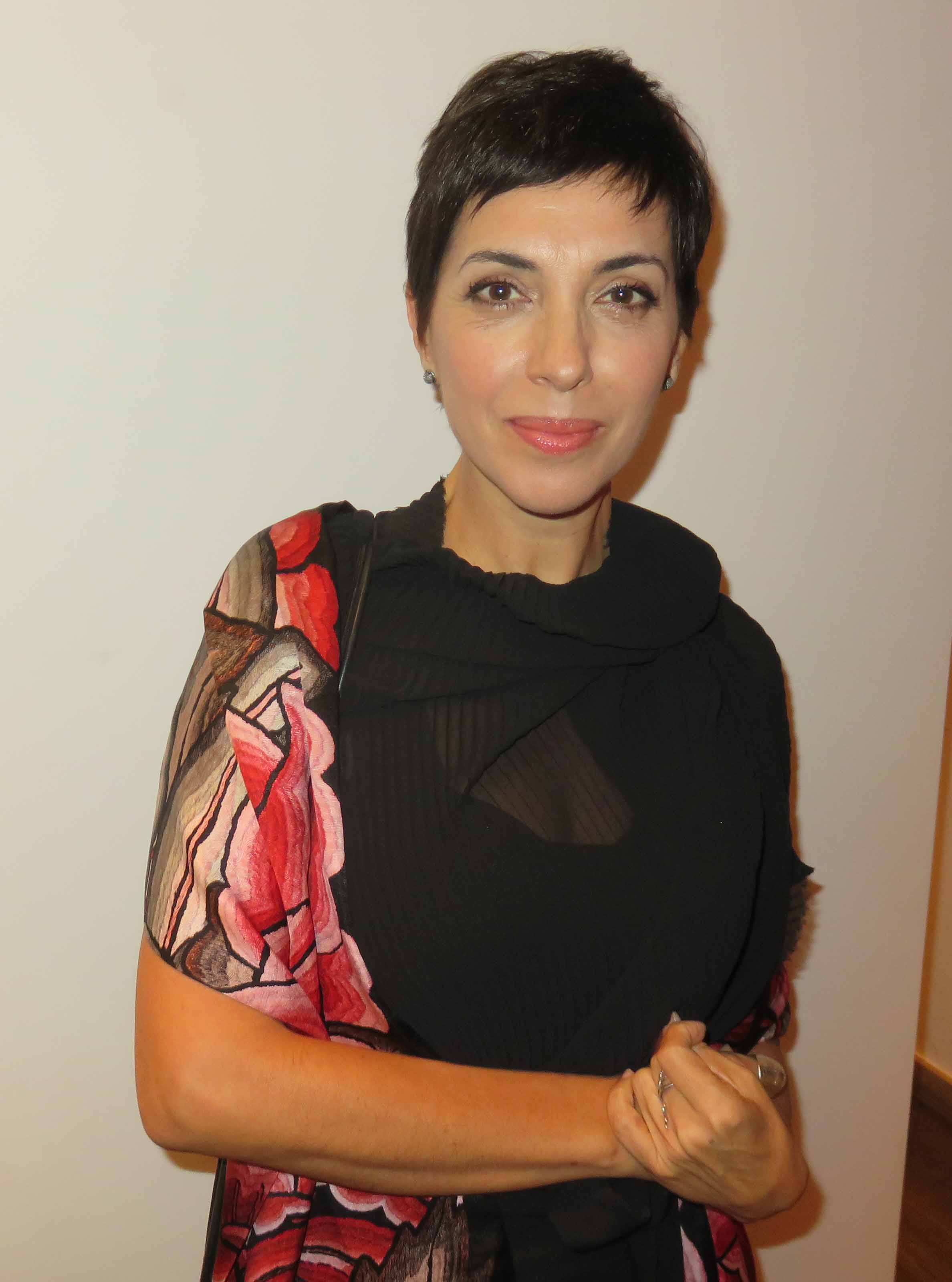
Teresa Salgueiro (Oktober 2019)

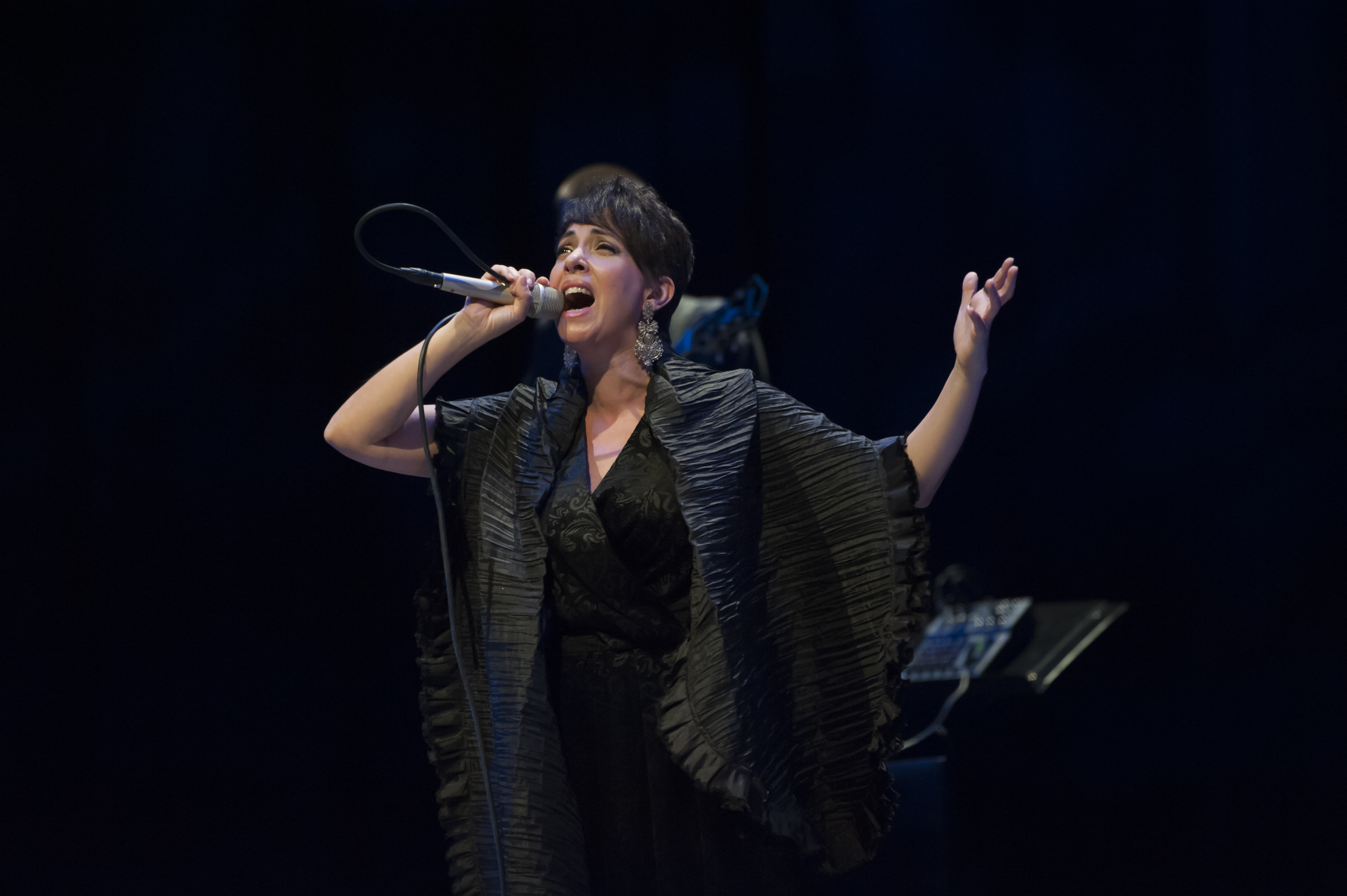
Teresa Salgueiro solo (2014)

Maria Teresa de Almeida Salgueiro (* 8. Januar 1969 in Amadora) ist eine portugiesische Sängerin. Gelegentlich trat sie auch in Filmen auf, meist ebenfalls als Sängerin, etwa im Wim-Wenders-Film Lisbon Story.

## Leben
Sie wurde 1986 als 17-Jährige vom Bandgründer Pedro Ayres Magalhães und Fernando Judice, dem langjährigen Bassisten der Gruppe, in einer kleinen Bar in Lissabon entdeckt. Ohne musikalische Erfahrung und ohne eine Gesangsausbildung prägte sie mit ihrer kristallklaren Stimme den Stil von Madredeus.
Ihre 2005 erschienene Compilation Obrigado enthält unter anderem gemeinsame Aufnahmen mit Madredeus, deren Sängerin sie von 1987 bis 2007 war. Weitere Aufnahmen entstanden mit Angelo Branduardi, Caetano Veloso, Carlos Núñez und José Carreras in den Jahren 1991 bis 2005.
2007 nahm sie gemeinsam mit dem Septeto de João Cristal ein Jazz-orientiertes Album mit dem Titel Você e Eu auf, auf dem sie Lieder der brasilianischen Künstler Antônio Carlos Jobim, Ary Barroso, Dorival Caymmi und Chico Buarque präsentierte. 2009 nannte sie sich in Tereza Salgueiro um. Als erstes Album unter diesem Namen erschien im selben Jahr Matriz, das sie zusammen mit dem Lusitânia Ensemble aufnahm. Auf diesem Album interpretierte sie höfische Musik und Volksmusik seit dem Mittelalter bis ins 20. Jahrhundert. Die Musik des ältesten Stücks Mi Madre Velida stammt vom spanischen König Alfons X., der Text von dessen Enkel, dem portugiesischen König Dom Dinis. Das Album erreichte die Top 10 der portugiesischen Verkaufs-Charts, ebenso wie vorher bereits ihre Alben Obrigado, Você e Eu und La Serena.
2012 kehrte sie zu der ursprünglichen Schreibweise ihres Namens Teresa zurück. Für das 2012 erschienene Album O Mistério schrieb sie alle Texte und einen Teil der Musik, spielte Klavier beim Instrumental-Stück O Início und war Mit-Produzentin. Mit ihrem inzwischen festen Begleit-Quartett (Carisa Marcelino: Akkordeon, Óscar Daniel Torres: Kontrabass, André Filipe Santos: Gitarre, Rui Lobato: Schlagzeug, Perkussion und Gitarre) nahm sie das Album im Kloster Convento da Arrábida bei Setúbal im August 2011 auf. Musikalisch näherte sie sich mit dem Album stellenweise wieder dem Werk von Madredeus, sowohl in Komposition und Arrangement, als auch in ihrem Gesang.

## Diskografie
- 2006: Obrigado (Thank You)
- 2007: Você e Eu (You and Me)
- 2007: La Serena (The Mermaid)
- 2007: Silence, Night and Dreams
- 2009: Matriz (Matrix)
- 2012: O Mistério (The Mystery)
- 2016: O Horizonte